# Discopus patricius
Discopus patricius là một loài bọ cánh cứng trong họ Cerambycidae.